# Nils Sjögren

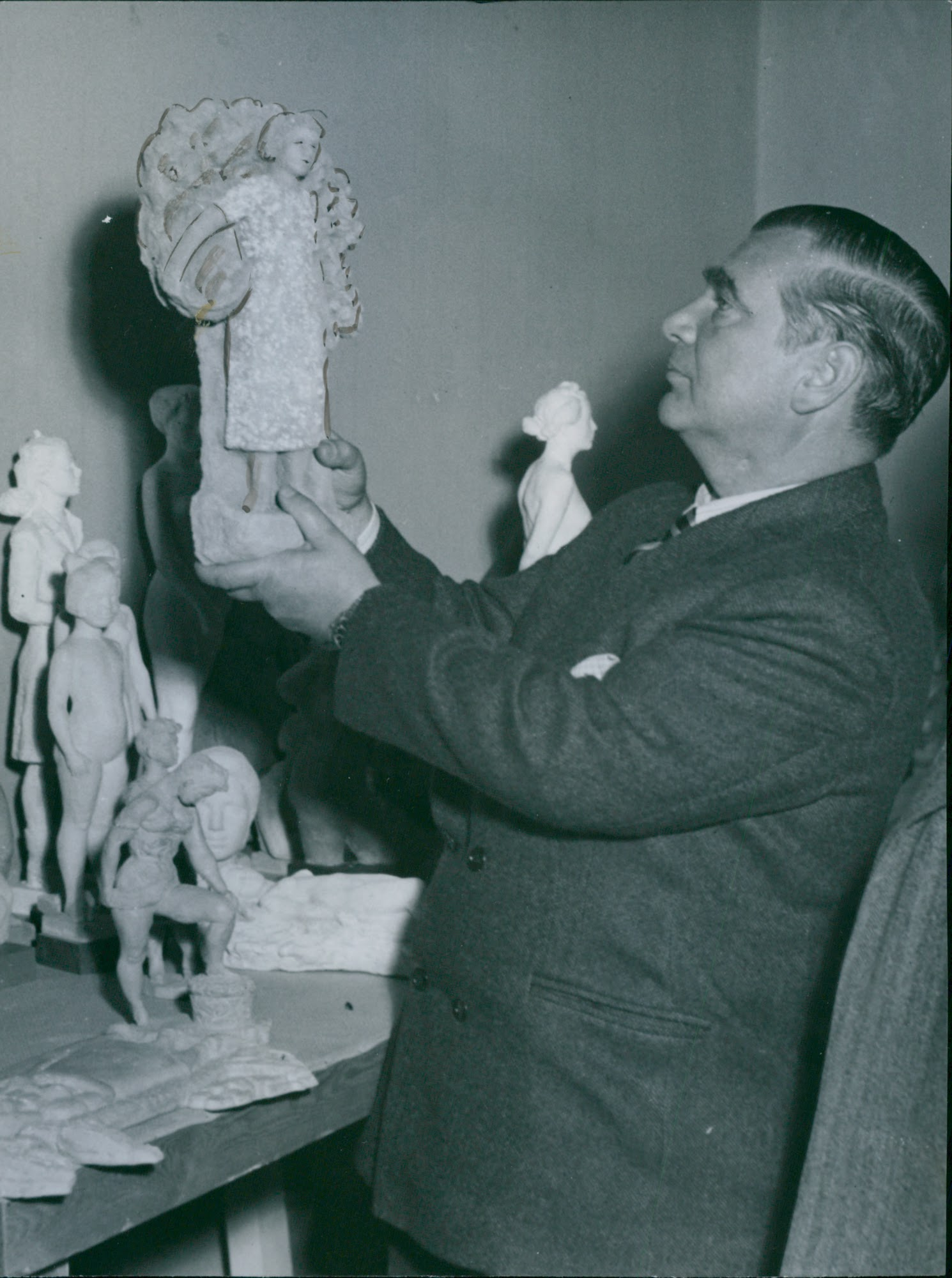
Nils Sjögren in 1945

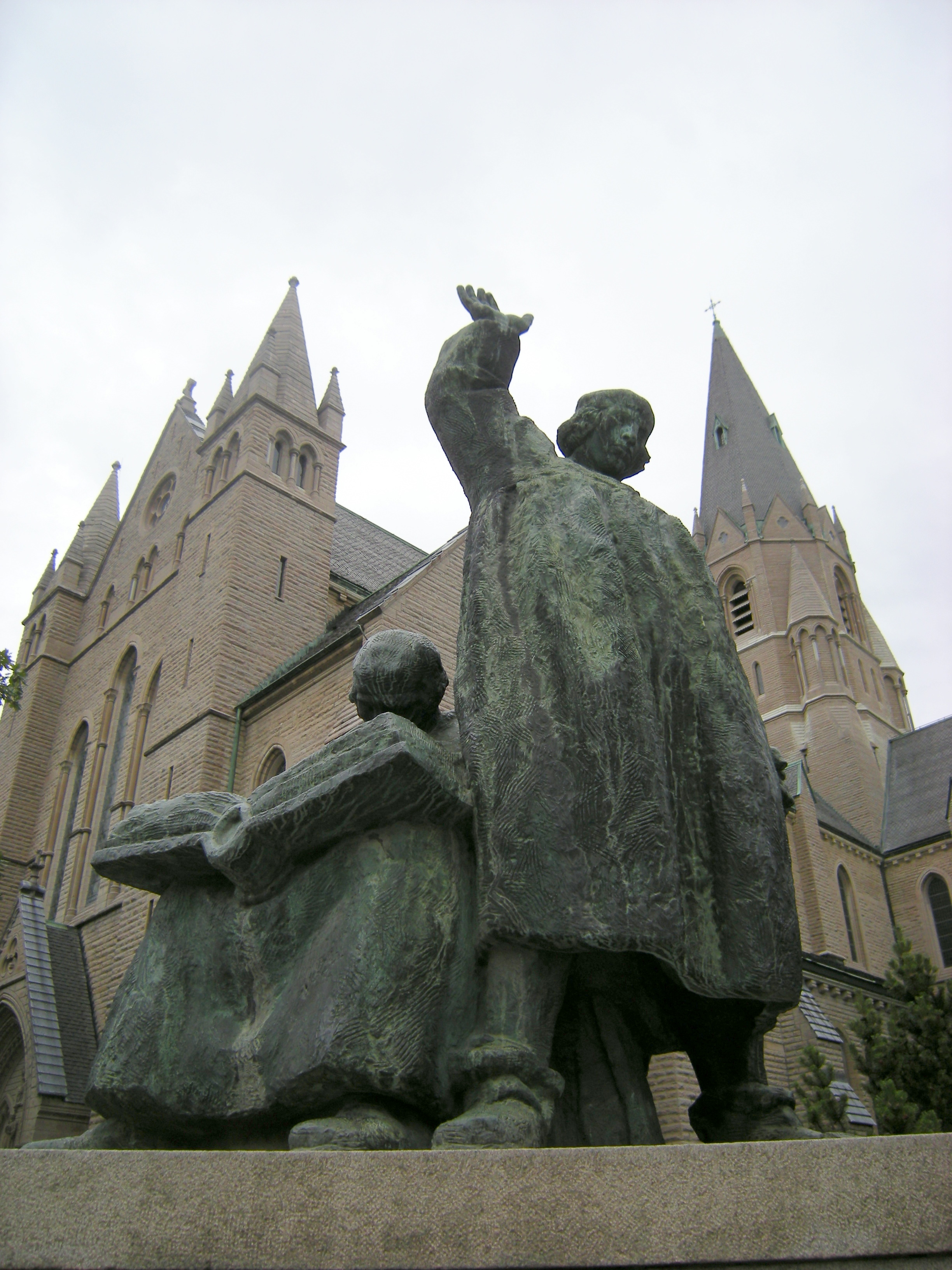
Olaus och Laurentius Petri in Örebro

Nils Axel Gustav Sjögren (Stockholm, 14 maart 1894 – aldaar, 30 juli 1952) was een Zweedse beeldhouwer.

## Leven en werk
Nils Sjögren studeerde aanvankelijk archeologie en kunstgeschiedenis aan de universiteit van Uppsala in Uppsala, maar ging beeldhouwkunst studeren in Parijs, waar hij de kunstopleiding van Émile-Antoine Bourdelle in diens atelier volgde, en aansluitend in Italië. Terug in Zweden werkte hij in het atelier van de Zweedse beeldhouwer Christian Eriksson. Van 1929 tot 1937 was hij docent en van 1938 tot 1941 hoogleraar aan de Kungligar Konsthögskolan Mejan in Stockholm. Enkele van zijn studenten waren Bror Marklund, Liss Eriksson, Willy Gordon, Berndt Helleberg, Gustav Nordahl en Allan Runefelt.

## Werken (selectie)
- 1928: Vasabrunnen, Larmtorget in Kalmar
- 1930/32: Finn Malmgren, Börjeplan in Uppsala
- 1934: Olaus och Laurentius Petri, Olaus Petri kyrka in Örebro
- 1939: Krönikebrunnen in Skara
- 1941: Sjuhäradsbrunnen in Borås
- 1943: Fontänen Tragediens födelse in Malmö
- 1935/45: Systrarna, Mosebacke torg in Stockholm
- Cecilia, Kungsparken in Mark-Skene
- 1944: Rochdalemonumentet (1944), Vår gård in Saltsjöbaden
- 1950: Venus i snäckan, Domarringens skola in Uppsala
- 1950: Mot framtiden , Vår gård in Saltsjöbaden
- 1944: Sommar of Efter badet in Reimersholme, Stockholm; het Länsmuseet in Linköping, in de Stadsträdgården in Gävle en Guldhedstorget in Göteborg
- 1945/53: Teaterbrunnen of Tragos, Malmö Opera och Musikteater in Malmö
- 1953: Sjömannen, Sjöhistoriska museet in Stockholm
- 1941/58: De fyra elementens brunn, Stora torget in Enköping

## Fotogalerij

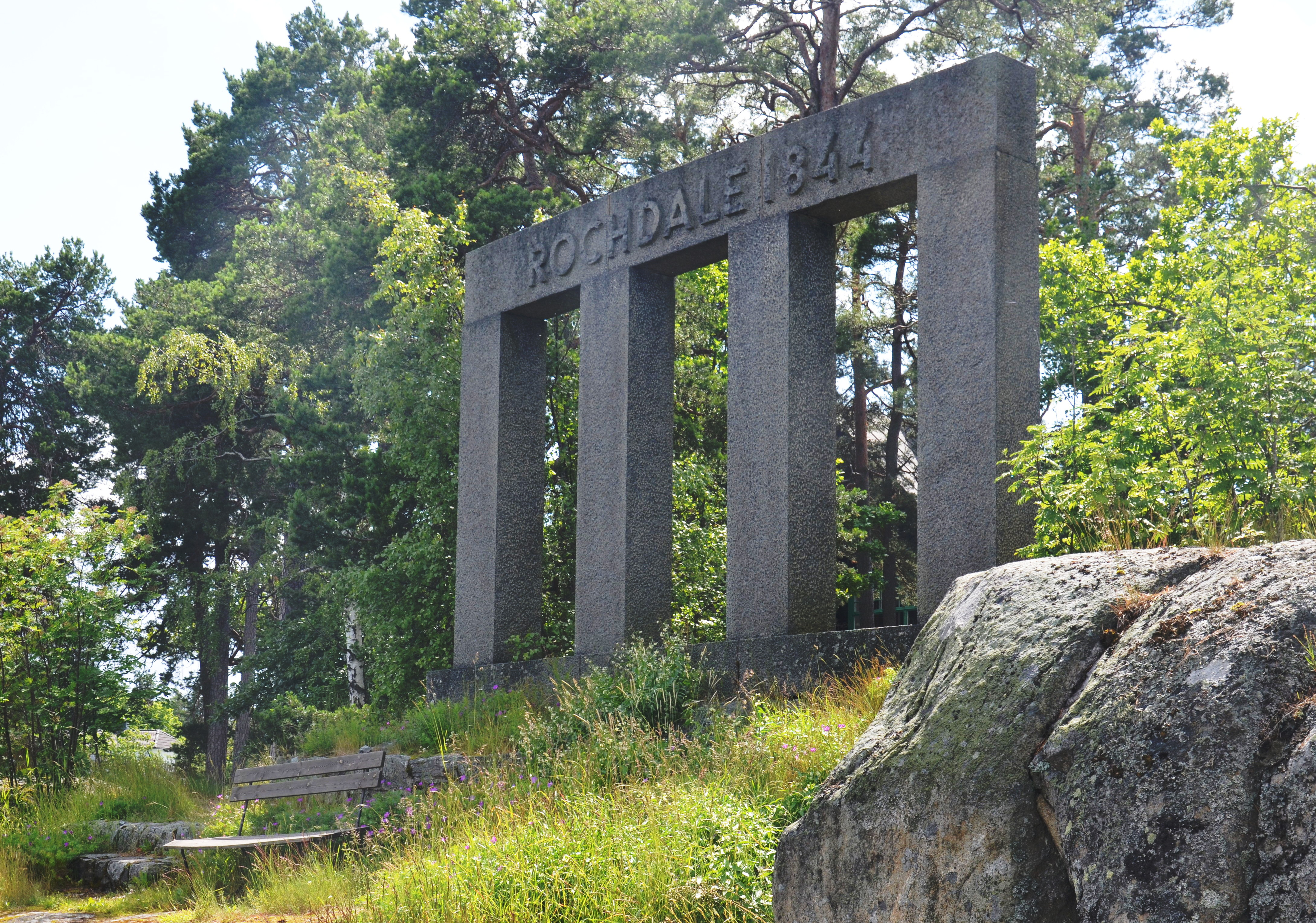
Mot framtiden
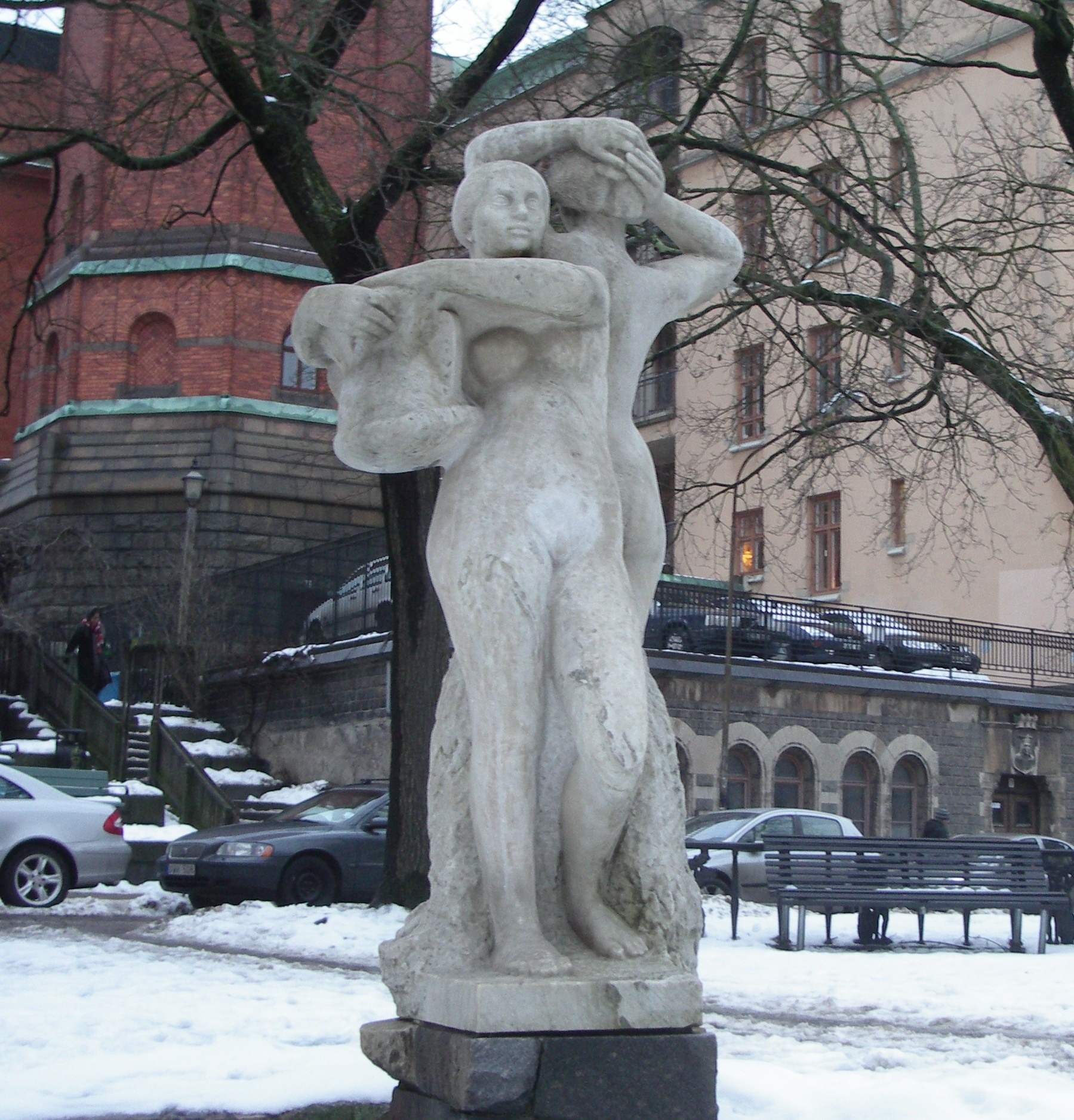
Systrarna
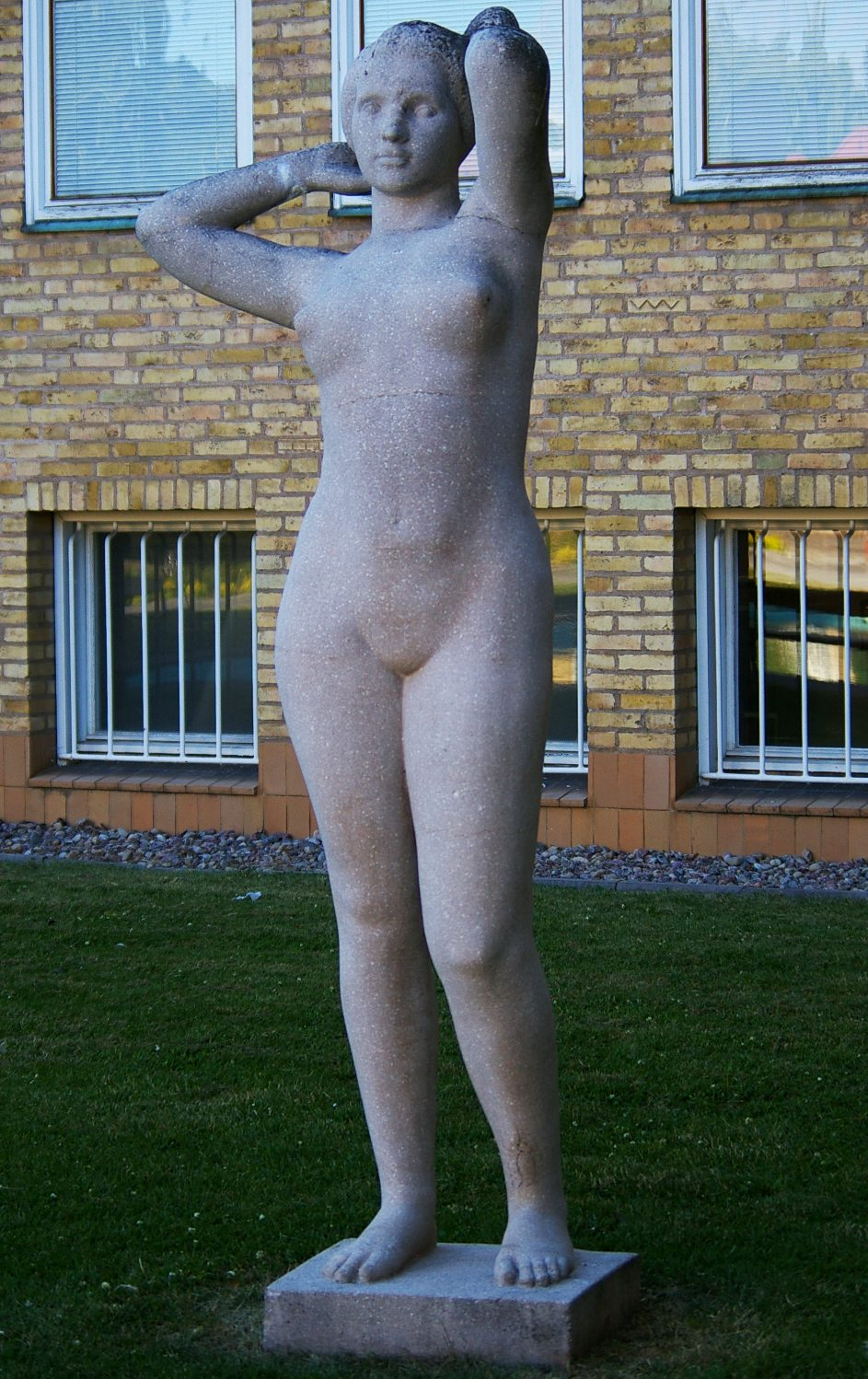
Sommar
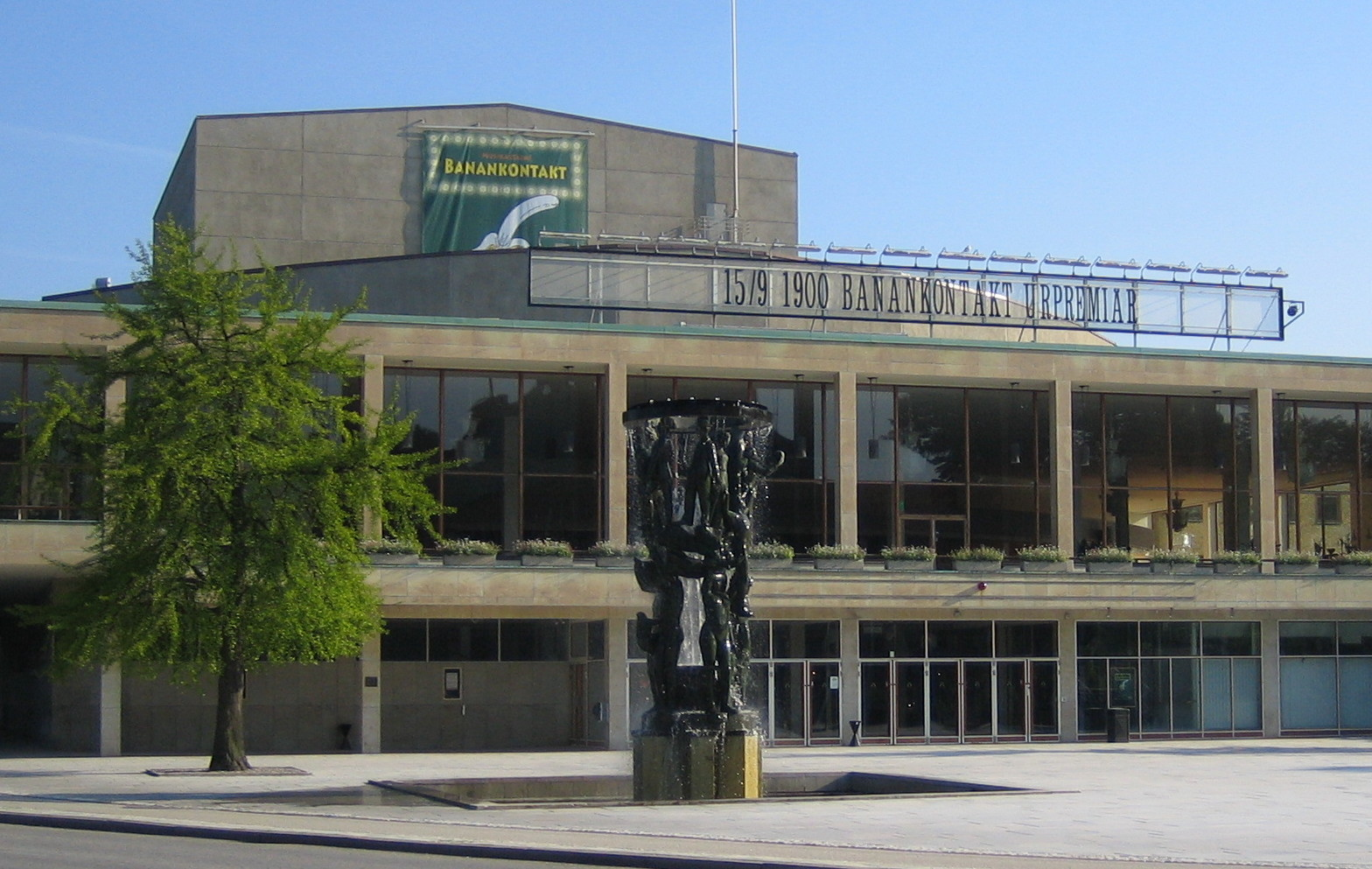
Teaterbrunnen of Tragos